# Nana Owusu-Afriyie
Nana Adoma Owusu-Afriyie (* 22. März 1999) ist eine australische Sprinterin.

## Sportliche Laufbahn
Ihren ersten Wettkampf bei internationalen Meisterschaften bestritt Nana Owusu-Afriyie bei den Commonwealth Youth Games 2015 in Apia, bei denen sie im 100-Meter-Lauf mit 11,99 s im Halbfinale ausschied. Im Jahr darauf nahm sie mit der australischen 4-mal-100-Meter-Staffel an den U20-Weltmeisterschaften in Bydgoszcz teil und belegte dort in 45,15 s den siebten Platz, wie auch zwei Jahre später bei den U20-Weltmeisterschaften in Tampere in 44,78 s. Bei den IAAF World Relays 2019 in Yokohama belegte sie in 44,62 s den sechsten Platz und bei den Ozeanienmeisterschaften in Townsville gewann sie in 23,86 s die Bronzemedaille im 200-Meter-Lauf hinter ihrer Landsfrau Riley Day und Zoe Hobbs aus Neuseeland und siegte mit der Staffel in 44,47 s. Anschließend erreichte sie bei der Sommer-Universiade in Neapel das Halbfinale über 200 Meter, in dem sie mit 23,85 s ausschied und mit der Staffel gewann sie in 43,97 s die Silbermedaille hinter der Schweiz.
Sie ist Studentin an der Deakin University.

## Persönliche Bestzeiten
- 100 Meter: 11,64 s (+1,8 m/s), 3. März 2019 in Melbourne
- 200 Meter: 23,28 s (+1,8 m/s), 10. Februar 2019 in Canberra